# مانشستر (فيرمونت)
مانشستر (بالإنجليزية: Manchester (town), Vermont)‏ هي بلدة تقع بولاية فيرمونت في الولايات المتحدة. تبلغ مساحتها 109.5 (كم²)، وترتفع عن سطح البحر 281 م، بلغ عدد سكانها 4391 نسمة في عام 2010 حسب إحصاء مكتب تعداد الولايات المتحدة وتصل الكثافة السكانية فيها 40.1 نسمة/كم2.

## أعلام
- جوزيف سويتمان أميس
- جون س. هوليستر
- ويليام ديكنسون هاولي
- بنجامين إس. روبرتس
- مارك سكينر

## وصلات خارجية
- http://visitmanchestervt.com
- The US50 - Cities and Towns in Vermont State
- Vermont Cities and Towns, Facts, Map, Flag, Colleges, Government, and More